# Шамс аль-маариф
«Шамс аль-ма‘ариф» или «Шамс аль-ма‘арифа ва-латаиф аль-Авариф» (араб. كتاب شمس المعارف ولطائف العوارف‎) — описание магических процедур и заклинаний для вызова духов (гримуар) на арабском языке, XIII век. Составлено суфийским шейхом Ахмадом аль-Буни из Египта (ум. 1225). Как правило, рассматривается как наиболее влиятельный учебник своего жанра в арабском и мусульманском мире.

## Содержание книги
В современном виде книга состоит из двух вариантов; Шамс аль-ма‘ариф аль-Кубра и Шамс аль-ма‘ариф ас-Сугра, первый из которых больше. Первые несколько глав знакомят читателя с магическими квадратами и сочетаниями цифр и букв алфавита, имеющими магический эффект, который, как полагает автор, является единственным способом общения с джиннами, ангелами и духами. Оглавление, которое появилось в более поздних печатных изданиях, содержит перечень из сорока непронумерованных глав (фасль). До появления печатного издания существовали три списка, каждый из которых отличается по длине.
Книга была популярна в исламском мире, но вместе с тем была запрещена на протяжении большей части исламской истории. Истинные суфийские тарикаты, например накшбандия, считают запретным все что выходит за рамки шариата.

## Переводы трактата
Хотя полного перевода на английский не существует, было переведено много толкований наиболее популярных ритуалов, найденных в книге. Некоторые из этих обрядов были в разной степени известны, но повторялись во многих публикациях. В начале 2022 года издательством Revelore Press был издан частичный английский перевод книги, в который вошли первые десять глав. В докторской диссертации Хайме Кордеро (2009) содержится перевод первых двадцати глав «Шамс аль-Ма’ариф аль-кубра» на испанский язык.
Существуют издания книги на урду и турецком языках. Полного русскоязычного перевода трактата не существует и по сей день, однако в 2021 году «издательством Бомбушкара» был издан перевод первых восьми глав под названием «Шамс аль Маариф. Практикум по Арабо-Мусульманской Магии». В августе 2022 года цифровое издательство «Монада» заявило о начале работ по изданию полного перевода трактата на русский язык ориентировочно в конце 2025 г. При этом исходными источниками названы частичный английский перевод первых нескольких глав, а также турецкий перевод одного из египетских изданий книги